# Marthe Enlid
Marthe Enlid (11 ottobre 1997) è una calciatrice norvegese, di ruolo centrocampista.

## Carriera

### Nazionale
Nel 2014 la federazione calcistica della Norvegia (NFF) la convoca per vestire la maglia della nazionale Under-17 in occasione dell'amichevole del 27 febbraio dove la sua nazionale batte per 2-1 le pari età dell'Italia grazie a una sua doppietta, richiamata poi per la doppia amichevole del 12 e 14 maggio con le pari età della Finlandia dove va a segno nel primo dei due incontri.
L'anno successivo passa alla formazione Under-19, debuttando in amichevole il 12 agosto 2015, nella vittoria per 1-0 con l'Austria, disputando in seguito una doppia amichevole con l'Inghilterra, il 24 e 26 gennaio 2016, per poi marcare la sua unica partecipazione in una competizione ufficiale UEFA durante la fase élite delle qualificazioni all'Europeo di Slovacchia 2016, rilevando al 73' Karoline Heimvik Haugland nell'incontro vinto per 1-0 con la Russia.